# علف فرش
علف فرش  (نام علمی: Aizoon) نام یک سرده از تیره علف‌فرشیان است.